# Олексий Данилов
Олексий Мячеславович Данилов (на украински: Олексій Мячеславович Данілов) секретар на Съвета за национална сигурност и отбрана на Украйна, кмет на Луганск (1994 – 1997 г.), губернатор на Луганска област (2005 г.), народен депутат на Украйна от V-ти випуск (2006 – 2007 г.). Заместник-секретар на Съвета за национална сигурност и отбрана на Украйна (23 юли – 3 октомври 2019 г.). Секретар на СНСО от 3 октомври 2019 г.

## Биография
Олексий Мячеславович Данилов е роден на 7 септември 1962 г. в Красний Луч, Луганска област, Украйна. През 1981 г. завършва Държавния селскостопански техникум „Старобелски“, където учи ветеринарна медицина. През 1999 г. завършва Луганския държавен педагогически университет, който се намира в Луганск, Украйна. Това е университетът „Тарас Шевченко“ и е добре познат в цяла Украйна. През 1999 г. се дипломира като учител по история.
1996 г. – присъединява се към партията СДПУ(о), ръководена по това време от Васил Онопенко. На следващата година той напуска партията. Година по-късно Виктор Медведчук оглавява СДПУ(о).
Успоредно с това, през 2000 г., работи като съветник на председателя на Комисията по индустриална политика и предприемачество на Върховната рада Михайло Бродски. От този момент нататък пътищата им често се пресичат в украинската политика.
От 2000 г. до 2005 г. Данилов е член на партия „Яблоко“, а през 2002 г. става заместник-председател на партията на Михаил Бродски. По-късно, когато Данилов влиза в парламента с листата на БЮТ, Бродски също напуска „Яблоко“ и става член на политическия съвет на партията „Отечество“ на БЮТ.
През 2001 г. основава и ръководи обществената организация „Луганска инициатива“.
През 2004 г. Олексий Данилов става упълномощен представител на кандидата за президент Виктор Юшченко в Луганска област.
На 4 февруари 2005 г., след победата на Оранжевата революция, Данилов е назначен за председател на Луганската областна държавна администрация. На тази длъжност работи до ноември същата година.
2006 г. – избрана за депутат във Върховната рада от V народно събрание в листата на „Блока на Юлия Тимошенко“ под номер 42. По същото време Василий Онопенко, бивш съотборник на Данилов в SDPU(O), е четвърти в тази фракция, а Андрий Портнов е номер 66.
От 2007 г., след разпускането на Върховната рада, до 2016 г. не се знае почти нищо за дейността и кариерата на Данилов. Съветът за национална сигурност и отбрана остави без отговор медийните запитвания за това с какво се е занимавал настоящият секретар на агенцията по това време. Радио „Свобода“ установи, че през тези години Данилов е ръководил три обществени сдружения: „Обществено око“, „Украинска политическа школа“ и „Духовното наследство на Украйна“.
През 2014 г. Данилов се появява по телевизията след дълга пауза.
През 2016 г. Олексий Данилов е назначен за ръководител на държавната Украинска фондация за подкрепа на предприемачеството. Той напуска този пост едва на 19 август 2019 г. – месец и половина преди последното си назначение.
На 24 юли украинският президент Володимир Зеленски назначи Олексий Данилов за заместник-секретар на Съвета за национална сигурност и отбрана (СНСО).
На 3 октомври 2019 г. той е признат за секретар на Съвета за национална сигурност и отбрана на Украйна.